# Андрогей
Андрогей (на гръцки: Ανδρόγεως; на латински: Androgeum, Androgeōs) в древногръцката митология е един от синовете на критския цар Минос и Пасифея.

Версиите и обстоятелствата за смъртта му се различават.
1. Според една от тях си навлякъл гнева на атинския цар Егей, като победил във всички дисциплини по време на свое участие в Панатинските игри и за да го убие, царят го поканил на лов за Маратонския бик. По време на лова, Андрогей бил убит от бика. Тогава, Минос, жаден за отмъщение обявил война на Атина и след като я спечелил, атиняните били длъжни на всеки девет години да пращат по седем младежи и девойки в жертва на Минотавъра.
2. В друг вариант на този мит Андрогей е бил убит докато се е бил запътил към Тива за да участва в игрите в чест на цар Лай от завистници след победата му в Панатенеите и/или от бъдещи негови конкуренти.[1] Минос разбрал за смъртта на сина си в момент, когато принасял жертва на харитите на остров Парос и затова от този момент нататък жертвоприношенията в чест на тези богини минавали без музика и венци.[1]
3. Според версия на Диодор Сицилийски Егей убил Андрогей от страх, че последният ще подкрепи синовете на Палант срещу него.[2]
4. В още една версия, Андрогей бил убит в битка между атиняните и критяните.